# Constante de vitesse
 (décembre 2024).
Dans la cinétique chimique, la constante de vitesse (ou le coefficient de vitesse) k est une mesure de la vitesse d'une réaction chimique.
Pour une réaction élémentaire ou une étape élémentaire entre les réactifs A et B, la vitesse de réaction dépend des concentrations.
La vitesse de réaction dans un réacteur fermé au cours du temps, noté v(t), peut souvent être déterminée par l'expression:
{\displaystyle v(t)=k(T)[A]^{m}[B]^{n}}
Ici la constante de proportionnalité k(T) est la constante de vitesse de la réaction, qui dépend de la température. [A] et [B] sont les concentrations de A et B.
Les exposants m et n sont dits les ordres partiels de réaction. Ils dépendent du mécanisme réactionnel et peuvent être déterminés expérimentalement.

## Unités
Les unités de la constante de vitesse dépendent de l'ordre global de la réaction, défini comme la somme des ordres partiels pour tous les réactifs. Si les concentrations sont exprimées en mol·L−1 (souvent abrégé M), alors :
- pour l'ordre (m + n), la constante de vitesse possède les unités mol1−(m+n)·L(m+n)−1·s−1 ;
- pour une réaction d'ordre zéro, la constante de vitesse possède les unités mol·L−1·s−1 (ou M·s−1) ;
- pour une réaction de premier ordre, la constante de vitesse possède les unités s−1 ;
- pour une réaction de deuxième ordre, les unités sont L·mol−1·s−1 (ou M−1·s−1) ;
- et pour le troisième ordre, les unités sont L2·mol−2·s−1 (ou M−2·s−1).

## Dépendance en température
Le coefficient de vitesse est dit constante de vitesse parce qu'il est indépendant des concentrations des réactifs. Cependant il varie en fonction de la température (T), normalement selon la loi d'Arrhenius.
{\displaystyle k=Ae^{\frac {-E_{\mathrm {a} }}{RT}}}
Ici Ea est l'énergie d'activation et R est la constante universelle des gaz parfaits. À température T, la fonction exponentielle ici représente la fraction des collisions moléculaires qui possèdent une énergie supérieure à Ea selon la distribution de Boltzmann, de sorte que les molécules ont assez d'énergie pour réagir. A est dit le facteur pré-exponentiel ou bien le facteur de fréquence (à ne pas confondre avec le réactif A).

## Réactions rapides
La constante de vitesse d'une réaction très rapide peut être mesurée par la méthode de saut de température.